# It's Not the End of the World, But I Can See It from Here
«It's Not the End of the World, But I Can See It from Here» es el duodécimo solo por galesa de rock banda de Lostprophets, y la primera de su cuarto álbum de estudio The Betrayed. Fue lanzado el 11 de octubre de 2009 en el Reino Unido, la primera vez que se habían publicado nada desde abril de 2007. La versión también cuenta con la canción "AC Ricochet". El exbaterista Ilan Rubin confirmó en una entrevista a principios de este año que él escribió la canción cuando tenía 16 años.

## Vídeo musical
En el video de la banda está tocando en un aparcamiento en una metrópoli. Poco a poco, todos los edificios de los alrededores se desmoronan y los fragmentos flotan en el cielo, con el tiempo bloqueando el sol. Este es el primer video que cuentan con Luke Johnson en la batería. Hablando detrás de las escenas de su próximo video "Where We Belong", Ian Watkins dijo que el video de "Fin del Mundo" había sido dirigida por uno de los amigos más cercanos de la banda, David Allen. Algunas escenas del video "Where We Belong" también fueron filmadas en el mismo día.
El video fue publicado en YouTube por Visible Noise, el 18 de septiembre de 2009. Desde entonces ha sido visto casi dos millones de veces por lo que es uno de los videos más populares de la banda.
Fue nominado en los premios Kerrang 2010 para Mejor Video, pero perdieron a Biffy Clyro's "El Capitán". El vídeo también se clasificó # 20 en la lista de Rock de Kerrang TV 100 para el año 2010.

## Listado de canciones
CD Single

Todas las canciones escritas y compuestas por Lostprophets. 
| CD Single |                                                                          |          |  |
| N.º       | Título                                                                   | Duración |  |
| 1.        | «It's Not the End of the World, But I Can See It from Here» (radio edit) | 3:47     |  |
| 2.        | «AC Ricochet»                                                            | 3:57     |  |

iTunes Single
| iTunes UK single |                                                                             |          |  |
| N.º              | Título                                                                      | Duración |  |
| 1.               | «It's Not the End of the World, But I Can See It from Here» (radio edit)    | 3:47     |  |
| 2.               | «AC Ricochet»                                                               | 3:57     |  |
| 3.               | «It's Not the End of the World, But I Can See It from Here» (álbum versión) | 4:09     |  |

| Etched 7" (Limited to 1000 copies) |                                                                          |          |  |
| N.º                                | Título                                                                   | Duración |  |
| 1.                                 | «It's Not the End of the World, But I Can See It from Here» (radio edit) | 3:47     |  |

## Puestos
| Listas           | Posición |
| ---------------- | -------- |
| UK Singles Chart | 16       |
| UK Rock Chart    | 1        |
| UK Indie Chart   | 2        |

## Personal
- Ian Watkins - voz principal
- Jamie Oliver - de piano, teclado, muestras, voces
- Lee Gaze - guitarra principal
- Mike Lewis - guitarra rítmica
- Stuart Richardson - guitarra baja
- Ilan Rubin - tambores, percusión (grabación)
- Luke Johnson - batería, percusión (video musical)